# Куличихінське нафтогазоконденсатне родовище
Куличихінське нафтогазоконденсатне родовище — належить до Талалаївсько-Рибальського нафтогазоносного району Східного нафтогазоносного регіону України.

## Опис
Розташоване в Сумській та Полтавській областях на відстані 17 км від м. Гадяч.
Знаходиться в центральній частині півн. прибортової зони Дніпровсько-Донецької западини.
Структура виявлена в 1953 р. і являє собою приштокову геміантикліналь, розділену скидами на блоки, розмірами по ізогіпсі — 4100 м 3,5х2,5 м. У 1976 р. з верхньовізейських відкладів в інтервалі 3885-3890 м отримано фонтан газу дебітом 92 тис. м³/добу та конденсату 23,7 м³/добу через штуцер діаметром 8 мм.
Поклади масивно-пластові і пластові, тектонічно екрановані. Колектори — пісковики.
Експлуатується з 1978 р. Всього пробурено 14 пошукових і розвідувальних свердловин, 11 з яких розкрили карбонатно-теригенний розріз від четвертинних до девонських відкладів; в останніх виявлені галогенні утворення. Запаси початкові видобувні категорій А+В+С1 — 866 тис.т нафти; розчиненого газу — 200 млн. м³; конденсату — 936 тис. т. Густина дегазованої нафти 830—881 кг/м³. Вміст сірки у нафті 0,09-0,17 мас.%.